# Nancy B. Jackson

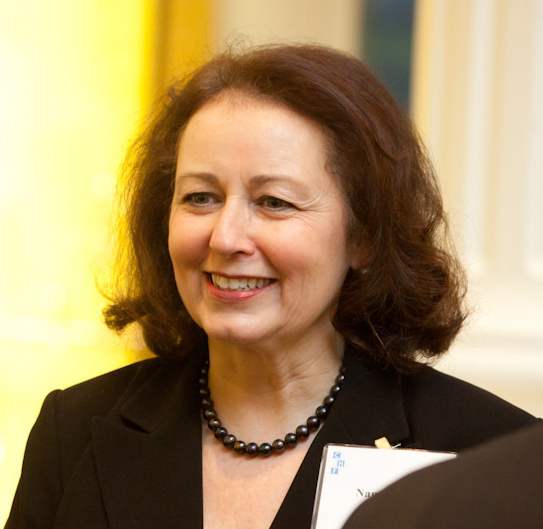
Foto von Nancy B. Jackson, Präsidentin der American Chemical Society 2011, aufgenommen bei der Auftaktveranstaltung zum Internationalen Jahr der Chemie 2011 in den USA, am 31. Januar 2011 in der Chemical Heritage Foundation, Philadelphia, PA, USA

Nancy B. Jackson (* 1. März 1956 in Eau Claire (Wisconsin), USA; † 3. Januar 2022 in Albuquerque, New Mexico) war eine US-amerikanische Chemikerin und Hochschullehrerin. Sie war 2011 Präsidentin der American Chemical Society.

## Leben und Werk
Jackson war die Tochter einer kaukasischen Mutter und eines Seneca-Vaters. Einer ihrer Großväter stammte aus der Cattaraugus Reservation im Bundesstaat New York. Jackson studierte zunächst Politikwissenschaften und dann Chemie an der George Washington University, wo sie 1979 einen Bachelor of Science erhielt. Nachdem sie kurze Zeit in der Bildungsabteilung der American Chemical Society gearbeitet hatte, studierte sie an der University of Texas at Austin. Sie erhielt dort 1986 einen Master-Abschluss in Chemieingenieurwesen und promovierte 1990 in Chemieingenieurwesen.

## Forschungstätigkeit bei Sandia National Laboratories
Jackson trat 1991 in die Abteilung für Katalyse und chemische Technologien des Energie- und Umweltsektors der Sandia National Laboratories in Albuquerque, New Mexico ein. Dort arbeitete sie viele Jahre als Energieforscherin und konzentrierte sich auf alternative Energiequellen wie Solarbrennstoffe. Sie untersuchte die heterogene Katalyse mit Schwerpunkt auf der Identifizierung von Katalysatoren, die die Produktion von flüssigen Kraftstoffen aus Nicht-Erdölquellen ermöglichen können. 1999 wurde sie außerordentliche Forschungsprofessorin am Department of Chemical and Nuclear Engineering der University of New Mexico.
Jackson war von 2000 bis 2004 Managerin der Abteilung für chemische und biologische Bildgebung, Sensorik und Analyse bei Sandia National Laboratories. Ihre Arbeit umfasste chemische Bildgebungsverfahren, einschließlich Fluoreszenz- und Infrarotbildgebung, Punktinfrarotspektroskopie und Analyse von hyperspektralen Bildern und Materialien. Zu den Anwendungen gehörten die Abbildung von DNA-Mikroarrays, die Analyse von Polymermaterialien und die Untersuchung der Struktur-Eigenschafts-Beziehungen von heterogenen katalytischen Materialien. Die Ereignisse vom 11. September 2001 führten dazu, dass in Fragen der nationalen Sicherheit eng mit dem Heimatschutzministerium zusammengearbeitet wurde, einschließlich der Entwicklung neuer Technologien zur Lokalisierung von Massenvernichtungswaffen und der Erforschung von Methoden zur Bekämpfung der biologischen Kriegsführung.
Von 2004 bis 2006 war sie stellvertretende Direktorin des International Security Center bei Sandia National Laboratories. Im Jahr 2007 war sie dort Gründerin und Managerin des International Chemical Threat Reduction Department im Global Security Center. Sie arbeitete mit dem US-Außenministerium zusammen, um das Chemical Security Engagement Program einzurichten, das darauf abzielt, die Bedrohung durch den Missbrauch von Chemikalien zu verringern, indem das Bewusstsein für Chemikaliensicherheit international geschärft wird.
Sie war Mitglied der American Indian Science and Engineering Society und arbeitete mit Stammes-Colleges an der Entwicklung der Science and Technology Alliance, einem MINT-Programm für unterrepräsentierte Minderheiten.

## Präsidentschaft in der American Chemical Society
Jackson war Fellow der American Chemical Society (ACS). Die ACS-Präsidentschaft ist eine dreijährige Verpflichtung: Jackson wurde 2009 in die Nachfolge des Präsidenten der American Chemical Society gewählt und diente 2010 als gewählte Präsidentin, 2011 als Präsidentin während des Internationalen Jahres der Chemie der Vereinten Nationen und 2012 als unmittelbare ehemalige Präsidentin. Sie konzentrierte sie sich während der drei Jahre auf den Ausbau der internationalen Zusammenarbeit und besuchte mehr als 20 Länder auf fünf Kontinenten, um sich mit Chemikern und Chemieingenieuren zu treffen. 2012 begann sie mit einer Gruppe von Chemikern im Nahen Osten zusammenzuarbeiten, um einen Verhaltenskodex für Chemiker zu entwickeln. Die Gruppe traf sich in Amman, Jordanien, am Middle East Scientific Institute for Security, das von einem Mitglied der jordanischen Königsfamilie geleitet wird. 2014 wurde sie die 174. Franklin Fellow am US-Außenministerium.
Sie war mit James Miller verheiratet, mit dem sie zwei Söhne bekam. Sie starb am 3. Januar 2022 im Alter von 65 Jahren in Albuquerque.

## Auszeichnungen und Ehrungen (Auswahl)
- 2003: Rio Grande YWCA Women on the Move Award
- 2005: American Indian Science and Engineering Society Professional of the Year Award[4]
- 2005: Distinguished Alumni Achievement Award, George Washington University
- 2009: Howard Fawcett Preis für chemische Gesundheit und Sicherheit
- 2011:  Präsidentin der American Chemical Society
- 2011: Distinguished Women in Chemistry and Chemical Engineering Award, International Union of Pure and Applied Chemistry
- 2012: AAAS Award for Science Diplomacy[5][6]
- 2013: Fellow der American Chemical Society
- 2014–15: Sylvia M. Stoesser Lecturer in Chemistry an der University of Illinois[7]

## Mitgliedschaften
- American Indian Science & Engineering Society
- International Union of Pure & Applied Chemists
- American Association for the Advancement of Science
- ACS-Abteilungen: Industrial & Engineering Chemistry, Business Development & Management und Colloid & Surface Chemistry